# Orden del perro
La Orden del Perro fue una orden de Caballería, instituida, según se dice, por Bouchardo IV de Montmorenci en el siglo XII. 
Traían una medalla con un perro esculpido en ella, al parecer para señal de la fidelidad. Esta Orden no se perpetuó y aun apenas lo llegó a ser. 
Otros mencionan una Orden de Caballería llamada del perro y el gallo.